# Vaillant Csoport
A Vaillant Csoport egy multinacionális családi vállalat, amely fűtéstechnikával és légkondicionálással (HVAC) foglalkozik. A vállalat több mint 16 ezer alkalmazottat foglalkoztat, éves bevétele körülbelül 3,2 milliárd euró. A Vaillant Csoport a második legnagyobb európai épületgépészeti vállalat, a falra szerelhető gázkészülékek piacán pedig globális piacvezető; több mint 20 országban van jelen saját képviselettel és több mint 60 államba exportál. A cég székhelye a németországi Remscheidben található.

## Története
A Vaillant története 1874-ig nyúlik vissza: Johann Vaillant ebben az évben alapította meg szerelői vállalkozását a németországi Remscheidben. 
Két évtizeddel később, 1894-ben jegyeztette be a zárt rendszerű gázüzemű vízmelegítő készülék szabadalmát. Vaillant találmánya elsőként tette lehetővé a higiénikus módszerrel történő vízmelegítést, amely során az elégetett gázok nem kerülnek kapcsolatba a vízzel, így a XIX. század végének egyik jelentős újítása volt. A módszer hosszú távon komoly hatással volt a fűtéstechnikára és egy teljesen új piaci szegmenst hozott létre. 
1924-ben ezt egy újabb technológiai mérföldkő követte: Vaillant feltalálta a központi fűtést. Az épületek helyiségeit korábban egyedi módon fűtötték, Vaillant találmánya azonban, melynek a kazán és a hozzá tartozó rendszer is része volt, első alkalommal tette lehetővé, hogy radiátorokon keresztül egy központi készülékkel biztosítsák a fűtést. A központi fűtés rendszerének alapelve 1924 óta gyakorlatilag változatlan maradt.
A vállalat újabb találmányai közé tartozik az 1961-ben piacra dobott Circo-Gejzír rendszer, amely a világ első falra szerelhető kazánja, valamint az első kondenzációs technológián alapuló falra szerelhető kazán, amely 1995-ben jelent meg.
A Vaillant az elmúlt években egyre nagyobb hangsúlyt helyez az megújuló energiaforrásokon alapuló technológiákra. Az első szolár fűtési rendszerek 1997-ben jelennek meg a cég kínálatában, 2008-ban pedig megkezdik a napkollektorok nagyüzemi gyártását. 2006-ban kezdik meg a hőszivattyúk gyártását, 2010-ben pedig új típusú zeolit hőszivattyúkkal jelennek meg a piacon.
2011-ben mutatják be mikro-fűtő-áramfejlesztő kombi rendszerüket, amely az első ilyen típusú európai rendszer, melyet kifejezetten a családi házakban történő alkalmazásra szánnak. A terméket először Németországban kezdik árusítani, 2011-ben megkapja a Német Fenntarthatósági Díjat.

### Nemzetközi terjeszkedés
A vállalat az 1970-es években képviseleteket nyit Hollandiában, Franciaországban, Ausztriában, az Egyesült Királyságban és Olaszországban. 2007-ben a Vaillant többségi részesedést szerez a török Türk Demir Döküm Fabrıkaları épületgépészeti vállalatban, 2011-ben pedig felvásárolják a brit Hepworth Csoportot.

### A Vaillant Magyarországon
A Vaillant termékei 1904 óta kaphatóak Magyarországon. 1992 óta a multinacionális vállalat hazai leányvállalata, a Vaillant Hungária Kft. terjeszti a cég termékeit az országban, mely 2006-tól Vaillant Saunier Duval Kft. néven működik. A vállalat Budapesten és hét vidéki helyszínen saját márkaszervizeket is működtet.
A vállalat oktatóközpontot is fenntart, ahol  tervezők, kereskedők, szervizpartnerek és saját alkalmazottaik számára biztosítanak friss információkat az épületgépészeti technológiákról.
A Brand Council magyarországi bizottságának döntése alapján a márka 2005 óta már 8 alkalommal is elnyerte a Superbrands Díjat, elsőként a hazai fűtéstechnikai vállalatok közül.

## Nemzetközi brandek és létesítmények
A Vaillant Csoport alá nyolc nemzeti márka tartozik, melyeket a különféle európai és nemzetközi technológiai piacoknak megfelelően pozicionálnak és értékesítenek. A portfóliónak része a Vaillant (alapítva 1874-ben, Németországban), a Saunier Duval (1907, Franciaország), az AWB (1934, Hollandia), a Bulex (1934, Belgium), a DemirDöküm (1954, Törökország), a Glow-worm (1934, Egyesült Királyság), a Hermann Saunier Duval (1970, Olaszország) és a Protherm (1991, Szlovákia).
A vállalat tíz helyszínen tart fenn gyártó és K+F létesítményeket, öt európai országban, valamint Törökországban és Kínában.  Három létesítményük található Németországban (Remscheidben, Bergheimben és Rodingban), kettő Szlovákiában (Trencsénben és Szakolcán), illetve további létesítményeket működtetnek Nantesban (Franciaország), Belperben (Egyesült Királyság), Bozüyükben (Törökország), Vitoriaban (Spanyolország) és Vuxiban (Kína).

## Termékek
A Vaillant cég portfóliója magában foglal minden ma létező fűtéstechnikai, szellőztető- és légkondicionáló rendszert. Elsődleges termékeik a falra szerelhető és álló kondenzációs kazánok, szoláris fűtési rendszerek, különféle hőszivattyúk, pellet kazánok, kombinált hő- és áramfejlesztő egységek, hibrid rendszerek, energiahatékony hővisszanyerő szellőztetési rendszerek, vezérlők, gáz- és villamosüzemű melegvíz-termelő berendezések, radiátorok és kapcsolódó szolgáltatások. Az értékesített termékek nagy része az energiahatékony és zöld technológiák közé tartozik.

## Kiadványok
A Vaillant Csoport évente közzéteszi jelentését a vállalat teljesítményéről és termékfejlesztési projektekről, valamint évente publikálja fenntarthatósági jelentését is. Ezek mellett a vállalat rendelkezik egy belső magazinnal is, melyet Life néven publikálnak. A Vaillant adja ki a német nyelvű 21grad ügyfelek számára készített magazint és az Energie, Zahlen, Daten, Fakten statisztikai kiadványt is, amely a globális energiatermelésről, felhasználásról és ellátásról tesz közzé adatokat.

## Társadalmi szerepvállalás
2012-ben a Vaillant Csoport 10 millió forint értékben cserélte le a battonyai SOS Gyermekfalu elavult fűtési és melegvízellátási rendszerét. A berendezéseket a németországi anyacég szállította le, beüzemelésüket pedig a hazai Vaillant Saunier Duval Kft. szakemberei végezték.

## Fordítás
- Ez a szócikk részben vagy egészben  a   Vaillant Group című angol Wikipédia-szócikk ezen változatának fordításán alapul.  Az eredeti cikk szerkesztőit annak laptörténete sorolja fel. Ez a jelzés csupán a megfogalmazás eredetét és a szerzői jogokat jelzi, nem szolgál a cikkben szereplő információk forrásmegjelöléseként.